# Rumspringa - Il viaggio di Jacob
Rumspringa - Il viaggio di Jacob  (Rumspringa) è un film del 2022 diretto da Mira Thiel.

## Trama
Un giovane Amish viaggia per Berlino alla scoperta delle sue radici, innamorandosi e prendendo un'importante decisione.

## Distribuzione
Il film è stato distribuito sulla piattaforma Netflix a partire dal 29 aprile 2022.